# Wilhelm Dietzel
Wilhelm Dietzel (* 23. Juli 1948 in Neudorf, Kreis Waldeck) ist ein deutscher Politiker (CDU) und war von 1999 bis 2009 Hessischer Minister für Umwelt, Landwirtschaft und Forsten.

## Ausbildung und Beruf
Nach dem Abschluss der Volksschule besuchte Dietzel die Landwirtschaftliche Fachschule und legte 1969 die Gehilfenprüfung sowie 1973 die Prüfung als Landwirtschaftsmeister ab. Von 1987 bis 1999 war er Vizepräsident des Hessischen Bauernverbandes, bis 1996 Vorsitzender der ehemaligen Landwirtschaftlichen Sozialversicherung Hessen und bis Januar 1995 Vorsitzender des Landesagrarausschusses Hessen. Dietzel ist evangelisch, verheiratet und hat drei Kinder.

## Politische Ämter
Seit 1974 ist Dietzel Mitglied der CDU. Kommunalpolitisch engagierte sich Dietzel von 1972 bis 1981 als Ortsbeirat in Neudorf, seit 1977 als Stadtverordneter in Diemelstadt (Fraktionsvorsitzender der CDU) und von 1981 bis 1989 als Kreistagsabgeordneter im Kreis Waldeck-Frankenberg.
Vom 10. November 1994 bis 1999 war er Mitglied des Deutschen Bundestages. Er wurde über die Landesliste der CDU in Hessen gewählt. Sein Nachfolger war Wolfgang Steiger.
Nach der gewonnenen Landtagswahl wechselte Dietzel am 7. April 1999 in die Hessische Landesregierung unter Roland Koch und wurde Hessischer Minister für Umwelt, Landwirtschaft und Forsten, seit 5. April 2003 für Umwelt, ländlichen Raum und Verbraucherschutz. Nachdem er der geschäftsführenden Regierung Koch noch ein Jahr angehörte, wurde er nach der Landtagswahl 2009 von Silke Lautenschläger abgelöst.
Mit der Landtagswahl 2003 wurde er seit 5. April 2003 direkt gewählter Abgeordneter für den Wahlkreis Waldeck-Frankenberg I. Bei der Landtagswahl in Hessen 2008 am 27. Januar 2008 trat er als Direktkandidat an und konnte sich u. a. gegen Hannelore Eckhardt, Kandidatin der SPD, durchsetzen verteidigte er seinen Wahlkreis. Zum 31. Oktober 2011 legte er sein Mandat nieder. Armin Schwarz wurde sein Nachfolger im Landtag.

## Sonstige Ämter
Dietzel war bis 2009 Kuratoriumsvorsitzender der Stiftung Kloster Eberbach, Vorsitzender des Vorstands der Stiftung Hessischer Naturschutz und Vorsitzender des Nationalparkbeirates des Nationalpark Kellerwald.
Bis Mai 2004 und erneut im Jahr 2008 war Dietzel Mitglied im Verwaltungsrat der Landwirtschaftlichen Rentenbank.